# 19914 Klagenfurt
Klagenfurt è un asteroide della fascia principale. Scoperto nel 1973, presenta un'orbita caratterizzata da un semiasse maggiore pari a 2,4186968 UA e da un'eccentricità di 0,1576905, inclinata di 3,01500° rispetto all'eclittica.
Il nome dell'asteroide deriva dalla città austriaca di Klagenfurt.